# Joaquín Ortiz de Zárate López
Joaquín Ortiz de Zárate y López de Tejada (Madrid, 29 de junio de 1893 - Oyarzun (Guipúzcoa), 21 de agosto de 1936) fue un militar español durante el reinado de Alfonso XIII y la Segunda República Española que lideró militarmente la respuesta a la Revolución de 1934 en Vizcaya y participó en la sublevación militar de 1936, durante la cual falleció como consecuencia de las heridas sufridas mientras lideraba el asalto contra las posiciones gubernamentales cerca de Irún.

## Biografía
Joaquín Ortiz de Zárate se graduó como oficial de infantería en junio de 1914, y sirvió en la guerra del Rif en el Tercio de Extranjeros, donde fue herido varias veces. En 1924 se casó con Mariana Sánchez de  Movellán y Sánchez-Romate, hija del Marqués de Movellán, y banquero Lorenzo Sánchez de Movellán y Mitjans. Fue ascendido por méritos de guerra durante la Dictadura de Primo de Rivera. Cuando se proclamó la República mandaba el Batallón de Cazadores de Lanzarote, estacionado en Alcalá de Henares. Poco después, su ascenso a teniente coronel fue anulado y volvió a su empleo anterior de comandante.
En 1934 fue nombrado jefe del Batallón de Montaña Garellano, estacionado en Bilbao, y comandante militar de esa plaza. Como tal, lideró la respuesta militar a la Revolución de 1934 en la provincia de Vizcaya. Durante la República perteneció a la Unión Militar Española, asumiendo su jefatura tras la victoria del Frente Popular en las elecciones de 1936. Desde esa posición, participó en la conspiración para derribar el gobierno del Frente Popular que devino en el fallido golpe de Estado de julio de 1936 y la consecuente guerra civil. Antes del golpe de Estado, había sido ascendido a coronel y fue destinado a Vitoria, donde estaba al mando del Batallón de Montaña Flandes. Durante el golpe de Estado se encontraba en Pamplona, por orden del general Mola. Las fuerzas a su mando en Vitoria se sublevaron e intentaron aproximarse a Bilbao para ayudar a los que se sublevaban allí, pero la sublevación fracasó en la capital vizcaína y el avance de la columna de auxilio procedente de Vitoria fue parado en Ochandiano.
La sublevación también fracasó en San Sebastián, no solo restando sus fuerzas de guarnición, que se podrían haber usado para avanzar sobre Madrid, sino también requiriendo fuerzas adicionales, las que se usarían para cerrar la frontera con Francia y para tomar la provincia. Ortiz de Zárate fue puesto al mando de una columna que se internó en el valle del Urumea, pero se encontró con un puente destruido y se vio forzado a retroceder a Vera de Bidasoa. Allí se unió a las fuerzas del coronel Beorlegui. Ortiz de Zárate se puso al frente de una nueva columna, integrada por siete compañías de requetés, una de falangistas y dos del Regimiento América, con la que el 15 de agosto de 1936 ocupó los fuertes de Erlaiz y Pagogaña, a las afueras de Irún. Fue en esta acción que Ortiz de Zárate fue herido, primero en la mejilla y seguidamente en el pecho. Fue evacuado a Ergoien, donde murió de sus heridas a los pocos días.
En julio de 1937, tras la toma de Bilbao, se creó en esa ciudad un nuevo Tercio de Requetés al que se le dio el nombre «Ortiz de Zárate» en su honor.
Su hijo Antonio también fue oficial de infantería, sirviendo asimismo en la Legión y muriendo también en combate, en su caso en la Guerra de Ifni. fue el primer oficial paracaidista del Ejército de Tierra de España en morir en combate. La tercera Bandera de la Brigada «Almogávares» VI de Paracaidistas fue bautizada “Ortiz de Zárate” en su honor y su memoria